# Carmen (Costa Rica)
Carmen es el distrito primero del cantón de San José en la provincia homónima, en Costa Rica. El distrito se encuentra en su totalidad contenido dentro de los límites de la ciudad de San José. Ubicado a una altitud promedio de 1156 m s. n. m., cuenta con una superficie de 1,49 km² y según el Censo 2011, con una población de 2702 habitantes.

## Toponimia
El nombre del distrito se origina en el templo ubicado en su barrio central, la iglesia de Nuestra Señora del Carmen que fue fundada en la primera mitad del siglo XIX, y es una de las parroquias más antiguas de San José.

## Ubicación
El distrito Carmen se localiza al nornoreste de San José centro. Sus límites son:
- Norte: Río Torres y Goicoechea
- Sur: Distrito de Catedral
- Este: Montes de Oca
- Oeste: Distrito de Merced

## Geografía
Carmen cuenta con un área de 1,49 km² y una altitud media de 1156 m s. n. m.
El distrito, al igual que el resto del cantón de San José, pertenece a la región costarricense conocida como Valle Central. Los terrenos del distrito se encuentran totalmente urbanizados y contenidos en la ciudad de San José.
Por su geografía regular, el distrito Carmen no presenta amenazas naturales latentes, con excepción de la posibilidad de inundaciones por el desbordamiento del río Torres o por el colapso del sistema de alcantarillado. Estas situaciones ocurren muy ocasionalmente durante la época lluviosa del país, que generalmente se extiende de mayo a noviembre.

## Demografía
Para el año 2022, Carmen cuenta con una población estimada de 2759 habitantes, y para el último censo efectuado, en 2011, Carmen contaba con una población de 2702 habitantes.
Según el censo de 2011, de los 2702 habitantes del distrito Carmen, 1181 son hombres y 1521 son mujeres (para una razón de 1.29 mujeres por cada varón). El 100 % de la población del distrito vive en área urbana, y la densidad de población alcanza los 1.813 habitantes por km². Además, en el distrito existen 1.253 viviendas, por lo que se tiene una cifra de 2.16 personas por vivienda.
La población distrital ha venido decreciendo considerablemente, como un fenómeno general entre los residentes del corazón de la ciudad de San José. En el 2011, la población era casi un 20 % inferior de la registrada en el censo de 2000, una cifra de 3360 habitantes.
Según el censo de 2011, 663 habitantes del distrito Carmen fueron nacidos en otro país (un 24.5 % del total de la población distrital), una reducción en comparación con las cifras del censo de 2000, las cuales señalaban 762 personas nacidas en el extranjero. La gran mayoría (287 personas en 2011) reportaron haber nacido en Nicaragua. Los países más señalados por los residentes del distrito como país de procedencia se muestran a continuación a continuación.
| País de Nacimiento       | Total 2000 | % Extranj. | Total 2011 | % Extranj. |
| ------------------------ | ---------- | ---------- | ---------- | ---------- |
| Nicaragua                | 350        | 45,9       | 287        | 43,3       |
| Estados Unidos           | 55         | 7,2        | 72         | 10,9       |
| Colombia                 | 27         | 3,5        | 45         | 6,8        |
| Venezuela                | 16         | 2,1        | 30         | 4,5        |
| Argentina                | 9          | 1,2        | 20         | 3,0        |
| España                   | 21         | 2,8        | 20         | 3,0        |
| Nacidos en el Extranjero | 762        | 100,0      | 663        | 100,0      |

## Transporte

### Carreteras
Al distrito lo atraviesan las siguientes rutas nacionales de carretera:
- Ruta nacional 218

### Ferrocarril
El Tren Interurbano administrado por el Instituto Costarricense de Ferrocarriles, atraviesa este distrito.

## Barrios

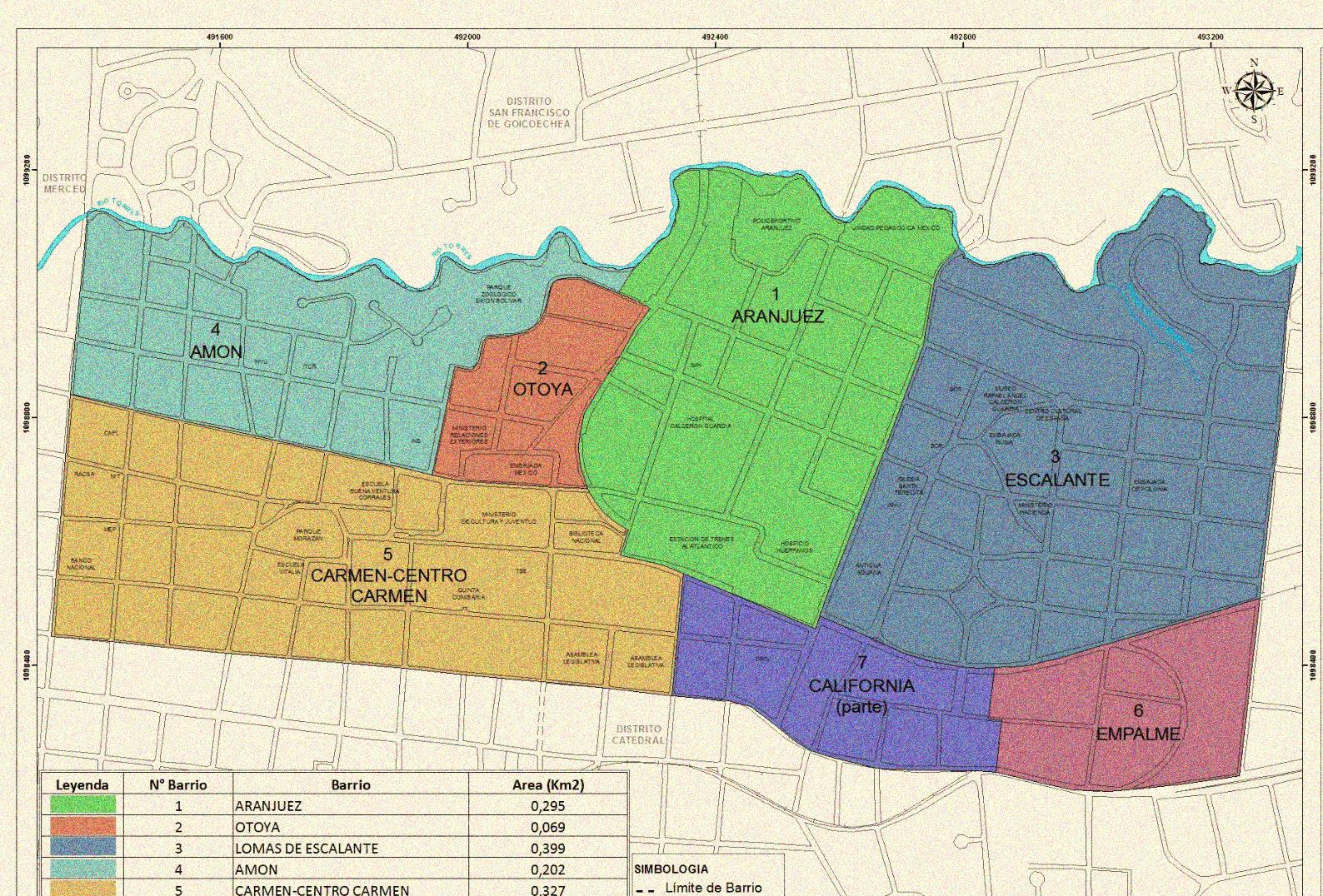
Mapa de Carmen.

Carmen se compone de los siguientes barrios: Amón, Aranjuez, California, Carmen, Empalme, Escalante y Otoya.
Dichos barrios tienen características muy distintas. Barrio La California es conocido por su vida nocturna, a menudo acompañada de polémica.
Barrio Escalante se caracteriza por la variedad de restaurantes de diferentes cocinas.
Barrio Amón, cuyo nombre proviene del inmigrante francés Amón Fasileau, y Barrio Aranjuez, bautizado en honor al inmigrante catalán Juan Aranjuez, son reconocidos por su arquitectura de finales del siglo XIX y principios del siglo XX, y por los numerosos hoteles y casinos que en ellos se encuentran.

## Instituciones

### Gubernamentales
- Tribunal Supremo de Elecciones de Costa Rica (TSE)
- Asamblea Legislativa de Costa Rica
- Instituto Nacional de Seguros (INS)
- Instituto Nacional de Vivienda y Urbanismo (INVU)
- Instituto Meteorológico Nacional (IMN)
- Ministerio de Relaciones Exteriores y Culto (ubicado en la Casa Amarilla)
- Ministerio de Cultura y Juventud (ubicado en CENAC)
- Hospital Rafael Ángel Calderón Guardia

### Culturales
- Biblioteca Nacional Miguel Obregón Lizano
- Estación del ferrocarril al Atlántico (Patrimonio Histórico Arquitectónico de Costa Rica desde 1980, abrigó al extinto Museo de Formas, Espacios y Sonidos MUFES)
- Antigua Aduana
- Parque Zoológico Simón Bolívar
- Polideportivo de Aranjuez

### Universidades
- Universidad Hispanoamericana
- Universidad Internacional de las Américas
- Universidad del Valle
- Instituto Tecnológico de Costa Rica
- Universidad Central de Costa Rica

### Colegios
- Colegio República de México

### Escuelas
- Escuela Buenaventura Corrales (se unió con la escuela Julia Lang)
- Escuela República del Perú/Vitalia Madrigal
- Escuela República de México

## Espacios urbanos
Carmen cuenta con espacios urbanos de importancia histórica. Entre ellos podemos nombrar el parque Morazán, el Parque España, el parque nacional, el parque jardín de Paz, el parque Francia, el paseo de las Damas y otros. Muchos de estos espacios urbanos han sido renovados en las últimas décadas

## Concejo de distrito
El Concejo de distrito del Carmen vigila la actividad municipal y colabora con los respectivos distritos de su cantón. También está llamado a canalizar las necesidades y los intereses comunales, por medio de la presentación de proyectos específicos ante el Concejo municipal. La presidenta del Concejo del distrito es la síndica propietaria de Alianza por San José, Cecilia Bolaños Arquín. El concejo del distrito se integra por:
| #                       | Partido                         | Nombre                         |
| Síndico propietario     | Síndico propietario             | Síndico propietario            |
| ----------------------- | ------------------------------- | ------------------------------ |
| 1                       | Alianza por San José            | Cecilia Bolaños Arquín         |
| Síndico suplente        |                                 |                                |
| 2                       | Alianza por San José            | Manrique Odio Kopper           |
| Concejales propietarios |                                 |                                |
| 3                       | Alianza por San José            | María Beatriz Fernández Brenes |
| 4                       | Alianza por San José            | Carlos Arturo Coronado Faith   |
| 5                       | Partido Liberación Nacional     | María Isabel Gamboa Rojas      |
| 6                       | Partido Unidad Social Cristiana | Sara Guier Rudín               |
| Concejales suplentes    |                                 |                                |
| 7                       | Alianza por San José            | Francia Barquero Madrigal      |
| 8                       | Alianza por San José            | Geovanni Rodi Madrigal         |
| 9                       | Partido Liberación Nacional     | Sandra Chávez Martínez         |
| 10                      | Partido Unidad Social Cristiana | Francisco Cornejo Vargas       |